# سيزر بادور
سيزر بادور (20 يونيو 1984 ببرلين الغربية في ألمانيا المحتلة من قبل قوات التحالف - ) هو لاعب كرة قدم ألماني وتركي في مركز الوسط. لعب مع أنطاليا سبور وسيفاسبور وشانلي أورفا سبور وغازي عنتاب سبور وكارسياكا ومانيساسبور ومعمورة العزيز سبور ونادي طرابزون سبور وSV Yeşilyurt ‏ وBerliner AK 07 ‏.

## روابط خارجية
- سيزر بادور على موقع اتحاد تركيا (لاعب) (الإنجليزية)
- سيزر بادور على موقع قاعدة بيانات كرة القدم.إي يو (الإنجليزية)
- سيزر بادور على موقع Soccerway.com (الإنجليزية)
- سيزر بادور على موقع عالم كرة القدم.نت (الإنجليزية)